# De Rioboi
De Rioboi es el nombre de una variedad cultivar de manzano (Malus domestica). Esta manzana es originaria de Galicia, está cultivada en la colección de árboles frutales y banco de germoplasma de Mabegondo con el Nº 226; ejemplares procedentes de esquejes localizados en Santa Mariña de Ribeira, parroquia del municipio de La Estrada (Pontevedra).

## Sinónimos
- "Manzana De Rioboi",[4][5]
- "Maceira De Rioboi".

## Características
El manzano de la variedad 'De Rioboi' tiene un vigor vigoroso. Tamaño grande y porte erguido.
Época de inicio de brotación a partir del 13 de abril y de floración a partir del 16 de mayo.
Las hojas tienen una longitud del limbo de tamaño medio, con la máxima anchura del limbo es media. Longitud de las estípulas es corta y la máxima anchura de las estípulas es estrecha. Denticulación del borde del limbo es biondulado, con la forma del ápice del limbo acuminado y la forma de la base del limbo es obtuso. Con subestípulas presentes.
Sus flores tienen una longitud de los pétalos corta, con una anchura de los pétalos estrecha, disposición de los pétalos en contacto
entre sí, con una longitud del pedúnculo corta.
La variedad de manzana 'De Rioboi' tiene un fruto de tamaño pequeño, de forma plana, de color bicolor, con chapa completa, e intensidad media. Epidermis de textura suave, con pruina en su superficie y con presencia de cera media. Sensibilidad al "russeting" (pardeamiento áspero superficial que presentan algunas variedades) muy poco sensible. Con lenticelas de tamaño pequeño.
Los sépalos están dispuestos de forma parcialmente replegados, y superpuestos en su base; su fosa calicina es profunda y de una anchura media. Pedúnculo de grosor grueso y de longitud largo, siendo la cavidad peduncular de una profundidad media y de anchura media. Con pulpa de color blanca, cuya firmeza es intermedia y su textura es intermedia; su jugosidad es intermedia, con sabor de acidez débil, y aromática.
Época de maduración y recolección desconocido. 'De Rioboi' es una manzana que su destino es la conservación de esta variedad en el banco de germoplasma de Mabegondo como reserva genética.

## Susceptibilidades
- Oidio: ataque débil
- Moteado: no presenta
- Raíces aéreas: no presenta
- Momificado: no presenta
- Pulgón lanígero: ataque débil
- Pulgón verde: ataque medio
- Araña roja: no presenta
- Chancro del manzano: no presenta.[3]